# Kalinowo (Pułtusk)
Pour les articles homonymes, voir Kalinowo.
Kalinowo (prononciation : [kaliˈnɔvɔ]) est un village polonais de la gmina d'Obryte dans le powiat de Pułtusk de la voïvodie de Mazovie dans le centre-est de la Pologne.
Il se situe à environ 6 kilomètres au nord d'Obryte (siège de la gmina), 14 kilomètres au nord-est de Pułtusk (siège du powiat) et à 64 kilomètres au nord de Varsovie (capitale de la Pologne).
Le village compte approximativement une population de 150 habitants.

## Histoire
De 1975 à 1998, le village appartenait administrativement à la voïvodie d'Ostrołęka.